# Privatbank (Ukraine)
Die Privatbank (Eigenschreibweise PrivatBank, ukrainisch ПриватБанк) ist die mit Abstand größte Bank der Ukraine. Ihr Hauptsitz befindet sich in der Großstadt Dnipro. Die Bank wurde im Dezember 2016 verstaatlicht, um das ukrainische Finanzsystem nicht zu gefährden. Bis zur Verstaatlichung gehörte die Bank zur Privat-Gruppe. Hauptaktionäre waren Ihor Kolomojskyj, Oleksij Martynow und Hennadij Boholjubow. Die Bank beschäftigt etwa 30.000 Mitarbeiter.

## Kennzahlen
Mit Stand vom 1. Februar 2011 wurden von der Privatbank 2,4 Millionen ukrainische Rentner bedient, 3,4 Millionen Menschen erhielten ihre Löhne und Gehälter auf Konten der Privatbank überwiesen und 1 Million Studenten erhalten ihre Stipendien durch die Privatbank. Zur Bankinfrastruktur gehören in der Ukraine knapp 7000 Geldautomaten, 2228 Zahlungsterminals mit Selbstbedienung, 35.486 POS-Terminals, 3202 Niederlassungen und Büros in verschiedenen Orten und Regionen des Landes. 
Durchschnittlich nehmen täglich rund 1,5 Millionen Menschen Dienstleistungen der Privatbank in Anspruch.

## Tochtergesellschaften
Die Bank hatte folgende Tochtergesellschaften: Privatbank Cyprus auf Zypern, MoscomPrivatbank in Russland (verkauft April 2014), AS Privatbank in Lettland, TaoPrivatbank in Georgien und die AS Privatbank in Portugal. Ferner hat die Privatbank ihre Niederlassungen und Vertretungen in 12 Ländern, einschließlich Italien, Zypern, dem Vereinigten Königreich und der Volksrepublik China.

## Geschichte

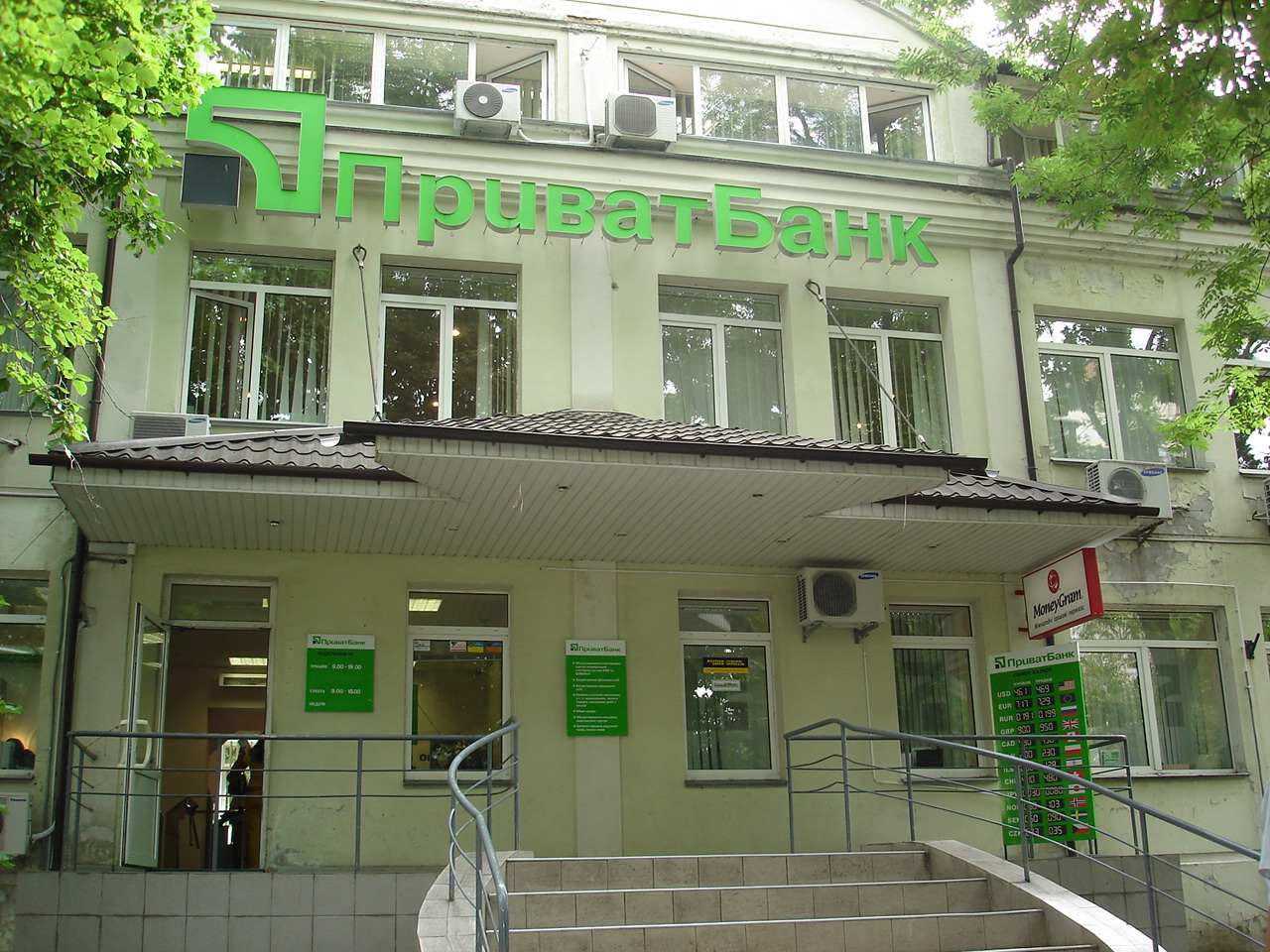
Privatbank-Filiale in Kiew (2008)

Es war eine der ersten privaten Kommerzbanken in der Ukraine. Die Errichtung der Bank wurde von der Gründerversammlung am 7. Februar 1992 beschlossen. Daraufhin wurde die Bank schon am 19. März 1992 von den zuständigen staatlichen Behörden eingetragen.
Am Anfang verfügte die Privatbank nur über ein kleines Büro mit ein paar Computern. Ihr erster Vorstandsvorsitzende war Serhij Tihipko. Als erste Bank in der Ukraine führte sie Plastikkarten ein und stellte Geldautomaten auf. 1996 wurde die Bank zum ordentlichen Mitglied des internationalen Zahlungssystems Visa International und konnte mit der Massenausgabe von Bezahlplastikkarten beginnen. 1997 wurde die Bank ordentliches Mitglied des Europay-Zahlungssystems. 1998 erhielt sie den Rating-Beschluss der Ratingagentur Fitch. Im November 1998 wurde die Bank nach einer Ausschreibung ausgewählt, die Auszahlungen der Schweizerischen Stiftung zu Gunsten von früheren Holocaust-Opfern durchzuführen.
1999 eröffnete die Privatbank ihre erste ausländische Niederlassung auf Zypern, die Niederlassung in Nikosia war gleichzeitig die erste Niederlassung einer ukrainischen Bank im Ausland.
2000 wurde die Rechtsform der Bank von einer Gesellschaft mit beschränkter Haftung in die einer Geschlossenen Aktiengesellschaft geändert.
Ein bedeutsames Ereignis für das Bankensystem in der Ukraine war die Einführung des Projektes Privat24, das für viele Kunden die Verwaltung eigener Konten online via Internet, sowie u. a. Zahlungen und Überweisungen ermöglichte. Im Februar 2002 konnte die Privatbank die einmillionste Plastikkarte ausstellen.
2003 wurde sie als die beste Bank nach der Qualität der Kundenbetreuung von Western Union ausgezeichnet. Im gleichen Jahr erhielt die Bank den STP Excellence Award der Deutschen Bank verliehen. Die Privatbank platzierte als erste unter den ukrainischen Banken Eurobonds in Höhe von 100 Millionen US-Dollar auf dem europäischen Markt. Ferner erhielt sie als erste in der Ukraine das В-minus-Rating von Standard & Poor’s. Die Ratingagentur Fitch erkannte den Eurobonds der Bank auch das langfristige В-minus-Rating zu.
Mit dem Beschluss der Gesellschafterversammlung vom 30. April 2009 wurde die Tätigkeit der Bank dem Gesetz der Ukraine „Über Aktiengesellschaften“ angepasst, wozu entsprechende Änderungen in der Satzung vorgenommen wurden. Der Typ der Aktiengesellschaft wurde von einer Geschlossenen in Offene geändert, dementsprechend wurde auch der Name der Bank in Offene Aktiengesellschaft Kommerzbank „Privatbank“ geändert. Diese Änderungen sind seit dem 21. Juli 2009 rechtskräftig durch die Lizenz Nr. 22 der Nationalbank der Ukraine vom 29. Juli 2009.
Die Privatbank erhöhte 2010 im Vergleich zu 2009 ihren Nettogewinn um 30 Prozent auf bis zu 1,37 Milliarden Hrywnja. Das Kapitalguthaben der Bank erhöhte sich im genannten Zeitraum um 32 Prozent und betrug am 1. Januar 2011 113,44 Milliarden Hrywnja, Kredite und Kundenforderungen erhöhten sich um 36 Prozent auf 101,86 Milliarden Hrywnja, Verbindlichkeiten um 34 Prozent auf 101,56 Milliarden Hrywnja, das Stammkapital erhöhte sich um 13 Prozent auf 8,86 Milliarden Hrywnja und das Eigenkapital um 16 Prozent auf 11,88 Milliarden Hrywnja.
Nachdem russische Truppen Mitte März 2014 die Krim besetzt hatten, schloss die Bank alle Filialen auf der Halbinsel und verweigerte der Krimbevölkerung den Zugang zu ihren Konten. Die Äußerungen des russischen Präsidenten Putin wurden so interpretiert, dass er es gutheiße, wenn Krimbürger Kredite bei der Privatbank, die aus der Zeit vor der russischen Besetzung stammen, nicht bedienen. Die von der Russland installierte Krimregierung gab ihrerseits an, die Guthaben der Krimbürger bei der Privatbank entsprächen der Summe der vergebenen Kredite, was die Bank zurückwies.
Aufgrund der Ernennung ihres Miteigentümers Ihor Kolomojskyj zum Gouverneur der Oblast Dnipropetrowsk im März 2014, wurde die Privatbank im Rahmen der Krise in der Ukraine 2014 zum Ziel von bewaffneten Überfällen, Brandstiftungen und Einbrüchen, vor allem in den Regionen Donezk und Luhansk. Die Bank schloss in der Folge im Mai 2014 mehrere Filialen in diesen Regionen.
Nach einem Stresstest hatte die Finanzaufsicht mit der Bank einen Rekapitalisierungsplan vereinbart. Diesen Plan konnte die Bank nicht einhalten, weshalb sie im Dezember 2016 verstaatlicht wurde, um ein Zusammenbrechen der Bank und damit eine Gefährdung des ukrainischen Finanzsystems zu verhindern. Der Vorstandsvorsitzende Oleksandr Dubilet und die gesamte Führung wurde entlassen. 95 % der Kredite der Bank sollen an Unternehmen der Haupteigentümer Kolomojskyj und Boholjubow ausbezahlt worden seien. Eine Vereinbarung verpflichtete beide dazu, diese Kredite bis Anfang Juli 2017 zu refinanzieren. Ohne Rückzahlung droht den Oligarchen ggf. eine strafrechtliche Verfolgung, was für die Ukraine ein Novum bedeuten würde.

## Aufsichtsrat und Gesellschafter
Bis zu ihrer Verstaatlichung im Dezember 2016 war Henadiy Boholyubov Vorsitzender des Aufsichtsrates, weitere Mitglieder des Aufsichtsrates waren Ihor Kolomojskyj und Aleksej Martynow.
Die Aktien der Privatbank waren vor der Verstaatlichung unter 21 natürlichen und 5 juristischen Personen zu verschiedenen Anteilen verteilt. Der überwiegende Teil der Aktien befand sich dabei im Besitz der zwei Gesellschafter Henadiy Boholyubov und Ihor Kolomojskyj.

## Innovationen
Seit dem 1. Februar 2011 sind die am häufigsten verwendeten Technologien das Mobile-Banking über das Handy unter dem Namen LiqPay und das im Jahr 2010 eingeführte 3D-Secure zum Schutz vor Betrug. Darüber hinaus wurde in den Bankfilialen die elektronische Wechselgeldtechnologie „Keine Münzen“ eingeführt, die ermöglicht, Restbeträge nicht in Münzgeld auszuzahlen, sondern als elektronisches Geld via Handy zu überweisen oder als elektronisches Voucher auszugeben.

## Sozialprojekte
2008 wurde eine „Kinderbank“ namens Juniorbank errichtet, an der Kindern und Jugendlichen das Bankwesen nähergebracht wird.
2010 wurden im Rahmen des Projektes „Schöpfen mit Begeisterung!“ in den Bankfilialen Ausstellungen für schöpferische Arbeiten von Rentnern organisiert. Im Rahmen des Projektes „Skype: Tag des Sieges“ konnten Kriegsveteranen aus verschiedenen Orten und Ländern ihre Freunde finden und mit ihnen kommunizieren. Das Projekt wurde am Internationalen Wettbewerb European Excellence Awards 2010 nominiert.
2010 wurde von der Privatbank ein spezielles Projekt „Helfen ist einfach!“ zur vereinfachten Durchführung wohltätiger Aktionen entwickelt. Das Ziel dieses Projektes war die Spendensammlung für Kinderheime.
Außerdem stellt die Privatbank ihre Geldautomateninfrastruktur für gebührenfreie Spendensammlung zu wohltätigen Zwecken zur Verfügung. So organisierte Privatbank im Januar 2011 eine 24-stündige gebührenfreie Spendensammlung für Betroffene des Terroranschlags am Flughafen Moskau-Domodedowo – allein in der Ukraine wurden über 105.000 Hrywnja gesammelt – und im Oktober 2010 eine Spendensammlung für die Familien der Opfer eines Verkehrsunfalls in Marhanez im Gebiet Dnipropetrowsk, bei der 101.000 Hrywnja gesammelt wurden. Im März 2010 wurden 11.000 Hrywnja für Betroffene des Terroranschlags auf die Moskauer Metro und im Juni/Juli 2008 530.000 Hrywnja für Betroffene der Überschwemmung im Westen der Ukraine gesammelt.
2011 beabsichtigte Bank ein soziales Projekt „Privatbank gegen Drogen!“ durchzuführen.

## Veruntreuungsvorwürfe von IWF-Geldern
Die Anti-Korruptionsinitiative „Unser Geld“ (ukrainisch Наші Гроші, Nashi Groshi) wirft der Privatbank vor, Gelder des Internationalen Währungsfonds in Höhe von 1,8 Milliarden US-Dollar ins Ausland geschleust zu haben.
Der mutmaßliche Betrug beinhaltete Konten in Zypern, Belize und den Virgin Islands und soll wie folgt abgelaufen sein: 42 ukrainische Firmen, die sich im Besitz von 54 Offshore-Unternehmen mit Sitz in der Karibik, den USA und Zypern befanden und mit der Privatbank verbunden sind, nahmen bei der Privatbank Kredite in Höhe von 1,8 Milliarden US-Dollar auf. Die ukrainischen Firmen bestellten damit Waren bei sechs ausländischen Anbietern, wovon drei ihren Sitz in Großbritannien, zwei auf den Virgin Islands und einer in der Karibik hatten.
Das Geld wurde dann auf die Konten der Verkäufer überwiesen, die sich zufälligerweise bei einer Filiale der Privatbank auf Zypern befanden. Die ukrainischen Firmen gaben die bestellten Waren bei der Privatbank als Sicherheit für ihre Kredite an, doch die ausländischen Anbieter wurden vertragsbrüchig und lieferten die Güter nie aus. Daraufhin klagten alle 42 Firmen vor dem Gericht in Dnipropetrowsk auf Rückzahlung der geleisteten Zahlungen und auf Aufhebung des Kreditgeschäfts mit der Privatbank. Das Gericht entschied in allen Fällen gleich, die ausländischen Firmen sollten den Betrag zurück überweisen, doch die Kreditverträge würden bestehen bleiben.
„Im Grunde war diese Transaktion von 1,8 Milliarden Dollar ins Ausland mit der Hilfe von gefälschten Verträgen ein Absaugen von Vermögenswerten und eine Verletzung von bestehenden Gesetzen“, zitiert Harpers Magazine die Journalistin Lesya Ivanovna von Nashi Groshi. „Die ganze Geschichte mit den Gerichtsverfahren wurde nur benötigt, damit es so aussah als sei die Bank selbst nicht in das Betrugsschema involviert. Offiziell sieht es nun so aus, als ob die Privatbank die Produkte besitzt, obwohl sie tatsächlich niemals geliefert werden.“
Trotz zahlreicher Hinweise von Organisationen wie „Nashi Groshi“ und dem Anti-Corruption Action Center (ANTAC) blieben die ukrainischen Strafvollzugsbehörden lange untätig. Mittlerweile wurden auf öffentlichen Druck hin Ermittlungen gegen die Privatbank eingeleitet, wie Johnson’s Russia List unter Berufung auf die ukrainische Medien berichtet.
„Wir sind uns der Existenz eines Strafverfahrens bewusst. Privatbank arbeitet bedingungslos mit den Ermittlern zusammen und wird alle Informationen und Dokumente bereitstellen, um die Wahrheit in diesem Fall einwandfrei festzustellen“ zitiert Interfax Ukraine eine Sprecher der Privatbank.

## Auszeichnungen
- 1999 bis 2002: Die Privatbank wurde durch die Zeitschrift „Euromoney“[25] als die beste ukrainische Bank auf dem inländischen Markt mit dem „Award for excellence Rating“ geehrt.
- 1999: Die Zeitschrift „Global Finance“ zeichnete die Privatbank als „die beste ukrainische Bank auf den entwickelten Märkten“ aus.[26]
- 1999 und 2003 bis 2004: Auszeichnung von „World’s Bank Best Awards“ – „Die beste Bank in der Ukraine“.
- 2000, 2002 und 2010: Die Privatbank wurde von der englischen Zeitschrift „The Banker“ als „die beste Bank in der Ukraine“ ausgezeichnet.[27]
- 2001 bis 2009: Die Privatbank wurde von der Zeitschrift „Global“ acht Jahre in Folge als die beste Bank im Rating „World’s Best Foreign Exchange“ gewürdigt.
- 2003: Die Privatbank wurde als die beste Bank nach der Qualität der Betreuung von Kunden von Western Union im Jahre 2003 ausgezeichnet.
- 2003: Die Privatbank ist laut der Zeitschrift „Global Finance“ die beste Bank in der Ukraine.[28]
- 2004: Die Privatbank wurde als „Die beste Bank 2004“ anerkannt, nach Globalrating von FOREX-Marktbetreibern der Zeitschrift „Global Finance“.
- 2005: „Best Emerging Marker Banks Rating“, Auszeichnung als „die beste Bank in der Ukraine“.
- 2007: Der Bank wurde Auszeichnung „Certificate Excellence Awarded to PrivatBank for the fastest network development“ von MoneyGram verliehen.
- 2009: Mit der Auszeichnung „Best local bank in Ukraine“ wurde die Privatbank von der Zeitschrift „EMEA Finance“[29] als die beste Bank in der Ukraine ausgezeichnet.
- 2010: Nach den Jahresergebnissen hat die Zeitschrift „The Banker“ die Technologie „Elektronisches Wechselgeld“ der Privatbank in der Kategorie „Best Innovation in Cash and Treasury Technology“, mit dem „Innovation in Banking Technology Award“ als ausgezeichnet.